# Vicente de la Hoz y de Liniers

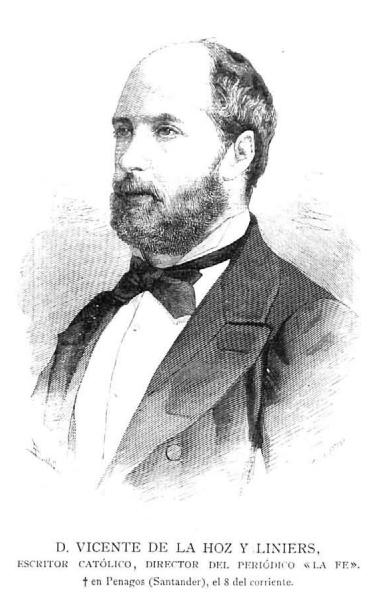
Retrato de Vicente de la Hoz y Liniers en La Ilustración Española y Americana.

Vicente de la Hoz y de Liniers (Madrid, 1841-Penagos, 1886) fue un periodista tradicionalista español. En política militó en el carlismo.

## Biografía

### Primeros años y formación
Nació en Madrid en 1841. Era hijo de Pedro de la Hoz, director del diario La Esperanza, además de nieto de Santiago de Liniers, virrey del Río de la Plata.
Cursó estudios de derecho en la Universidad Central de Madrid,  donde obtuvo la licenciatura en Derecho en junio de 1863. Durante su juventud colaboró tanto en el periódico de su padre como en El Año 61.

### Vida política y periodística
En 1864 visitó en Innsbruck a Carlos de Borbón y Austria-Este, su hermano Alfonso y su madre Beatriz, y puso a disposición de ellos el diario La Esperanza. Los derechos de la dinastía carlista recaían desde 1861 en el padre de Don Carlos, el conde de Montizón, quien sin embargo había sido descartado por su pensamiento liberal. Vicente de la Hoz pasó a dirigir La Esperanza tras la muerte de Pedro de la Hoz en 1865, cuando todavía no tenía veinticinco años, dándose el caso de ser el director más joven del periódico más viejo —y más reaccionario— de Madrid.
Al producirse la revolución de 1868 que permitió el resurgimiento del carlismo, La Hoz participó en la conspiración para entronizar a Don Carlos. En 1870 se presentó a diputado a Cortes por Madrid, y poco después fue llamado a Vevey a la residencia de Don Carlos, quien lo nombró secretario de Estado y ministro de Gracia y Justicia de la Corte carlista. En Vevey asistió al nacimiento y bautizo del príncipe Jaime de Borbón y Borbón-Parma.
Vuelto a Madrid, fue secretario de la Junta Central católico-monárquica que presidía Cándido Nocedal. Obtuvo acta de diputado a Cortes en 1872, pero no llegó a ocupar su escaño porque fue encarcelado en una prisión militar al estallar la tercera guerra carlista. Fue liberado de prisión tras el convenio de Amorebieta y logró reconstruir con su cuñado Antonio Juan de Vildósola la Junta Central, que había sido disuelta, y de la que se consideró como presidente al conde de Orgaz. También pudo rehacer muchas de las juntas carlistas provinciales y locales.

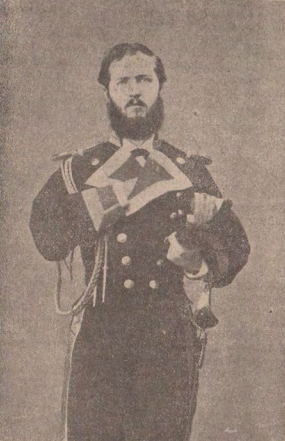
Vicente de la Hoz retratado en la obra Carlistas de antaño (1910) del Barón de Artagan.

Al proclamarse la Primera República, La Hoz y Vildósola fueron citados por el ministro de Estado Emilio Castelar, a quien le informaron de que conocían el paradero de Don Carlos y que podían comunicarle lo que les propusiera. Castelar ofreció a los carlistas un indulto general, cien diputados y libertad de acción en el régimen republicano, a cambio de que depusieran las armas. Aunque La Hoz y Vildósola hubieran aceptado la propuesta de Castelar, dudaban por un lado que pudiese cumplir lo que ofrecía y, por otro, la conspiración estaba avanzada y los ánimos de los carlistas eran difíciles de contener, por lo que la guerra continuó. Los siguientes días fueron de continua zozobra y alarma para los directores de La Esperanza, cuyas vidas peligraban. Recibieron avisos que les obligaron a mantenerse semanas enteras alejados de su casa y a permanecer escondidos. A mediados de junio de 1873 salieron de Madrid. En enero de 1874 La Esperanza fue clausurada por el general Francisco Serrano.
En junio de 1877, ocho meses después de terminada la guerra, Vicente de La Hoz regresó a la capital de España, donde Vildósola había fundado La Fe en diciembre de 1875. Ambos dirigirían juntos el nuevo periódico. Según recoge Modesto Fernández y González, en este diario La Hoz defendió la «causa de la Religión y de la Patria» frente a las doctrinas liberales, mediante el estudio de los fenómenos sociales.
Por sus disputas con Cándido Nocedal y su diario El Siglo Futuro, Don Carlos desautorizó a La Fe en 1881. Tras haber recuperado el favor de Don Carlos, La Hoz falleció en su casa solariega de Penagos, en la provincia de Santander, el 8 de octubre de 1886.